# بنكوي مختاري (مقاطعة فيروزآباد)
بنكوي مختاري (بالفارسية: بنکوی مختاری) هي قرية تقع في قسم خواجه‌اي الريفي في إيران. يقدر عدد سكانها بـ 0 نسمة بحسب إحصاء 2016.